# 仁敬王后

## 生平
顯宗二年（1661年，辛丑年）九月三日誕生，顯宗十二年（1671年、辛亥年）封世子嬪，肅宗即位後冊封為王妃。曾在肅宗三年、五年分別生下二位公主，但都不幸夭折；肅宗六年（1680年）感染天花，隨後在十月二十六日昇遐於慶德宮會祥殿，得年十九歲。群臣上尊諡「仁敬」，肅宗三十九年（1713年）加上尊號「光烈」，景宗二年（1722年）加上徽號「孝莊明顯」，英祖二十九年（1753年）加上尊號「宣穆」，五十二年（1776年）加上尊號「惠聖」，高宗二十七年（1890年）加上尊號「純懿」，全稱「光烈宣穆惠聖純懿孝莊明顯仁敬王后」。

## 家族
| 关系 | 姓名     | 生卒年     | 封号/职位  | 备注                                         |
| ---- | -------- | ---------- | ---------- | -------------------------------------------- |
| 祖父 | 金益兼   |            |            |                                              |
| 祖母 | 海平尹氏 |            | 貞敬夫人   | 宣祖的外曾孙女，貞惠翁主的孙女。             |
| 外祖 | 韓有良   |            |            |                                              |
| 父   | 金萬基   | 1633－1687 | 光城府院君 |                                              |
| 母   | 清州韓氏 |            | 西原府夫人 |                                              |
| 兄   | 金鎭龜   | 1651－1704 |            |                                              |
| 侄子 | 金春澤   |            |            | 金鎭龜长子，后帮助仁顯王后复位               |
| 兄   | 金鎭圭   | 1658－1716 |            |                                              |
| 弟   | 金鎭瑞   |            |            |                                              |
| 弟   | 金鎭符   |            |            |                                              |
| 妹   | 金漢惠   |            |            | 适鄭亨晉                                     |
| 妹   | 金福惠   |            | 贈貞敬夫人 | 适李舟臣                                     |
| 叔父 | 金萬重   | 1637－1692 |            | 号「西浦」，著有《謝氏南征記》《九雲夢》等书 |

### 女
1. 長女：公主（1677年－1678年）[7][8]
2. 次女：公主（1679－1680年）[9]

## 附註
1. ↑  .   [2013-07-26]. （原始内容存档于2018-07-14）.
2. ↑  .   [2013-07-26]. （原始内容存档于2018-07-14）.
3. ↑  宣祖→貞惠翁主→尹墀→海平尹氏
4. ↑  .   [2013-03-03]. （原始内容存档于2019-02-22）.
5. ↑  .   [2013-03-04]. （原始内容存档于2019-02-22）.
6. ↑  仁敬王后兩妹之名，出自《璿源錄》。
7. ↑  《承政院日記》肅宗3年4月27日「産室廳都提調臣權大運，提調臣金錫胄，右承旨臣睦昌明啓曰，卽伏聞中宮殿解娩平安，胞衣亦順下云，臣等不勝喜幸之至。加紅花、桃仁芎歸湯，乃是産後例用之藥，一貼卽爲劑入何如？答曰，依啓。」
8. ↑  《承政院日記》肅宗4年閏3月13日「新生公主卒逝後，大殿，政院、玉堂問安。答曰，知道。」
9. ↑  .   [2013-04-06]. （原始内容存档于2020-06-28）.